# Incidente de Bojundyara de 2007
El Incidente armado de Bojundyara fue una escaramuza ocurrida el 20 de septiembre de 2007 en las proximidades de la línea de alto el fuego entre Georgia y la república de Abjasia, independiente de facto. El resultado fueron 2 muertos, 2 heridos y 7 prisioneros. La Misión de Observación de las Naciones Unidas en Georgia (UNOMIG) inició una investigación independiente.
El 11 de octubre de 2007 se emitió un informe confirmando que el incidente tuvo lugar en el territorio bajo contro abjasio en la falda del Monte Bojundyara, confirmando por tanto la versión abjasia de los hechos.
El 27 de octubre de 2007, Georgia liberó a los soldados abjasios detenidos y los entregó a los observadores de las Naciones Unidas como "signo de buena voluntad".

## La escaramuza
El enfrentamiento entre las fuerzas del Ministerio del Interior de Georgia y las tropas abjasias fue en principio informado por el lado georgiano el 20 de septiembre de 2007. Las autoridades abjasias confirmaron el hecho y las bajas. Sin embargo, los dos informes divergen en donde exactamente ocurrieron los hechos y que lado atacó primero. En el tiroteo, el lado abjasio perdió dos hombres, al menos dos heridos y siete capturados por las fuerzaz georgianas.
Tanto los georgianos como los abjasios coincidieron que los dos hombres murieron en acción eran rusos que habían pertenecido a las fuerzas de mantenimiento de paz de la CEI, y que estaban entrenando a los reclutas abjasios cerca del pueblo de Tkvarcheli. Sin embargo, los militares rusos niegan cualquier relación de oficiales rusos con el incidente.
Después de la escaramuza, la administración abjasia puso sus fuerzas en alerta e inició la mobilización de tropas cerca de la garganta de Kodori. El 21 de septiembre de 2007, el periódico ruso Gazeta, emitió una breve noticia, basada en testimonios locales,  diciendo que los tiroteos ocurrieron entre las fuerzas de paz rusas y unidades de frontera abjasias, con bajas en ambos lados. Tanto Abjasios como rusos no hicieron comentarios sobre el asunto.

## Reacciones

### Punto de vista georgiano
Los georgianos mantuvieron que un grupo de saboteadores abjasios se infiltraron en el alto Valle Kodori, donde se estaba construyendo un camino que uniese Kodori con la región georgiana de Samegrelo-Zemo Svaneti.
El 26 de septiembre de 2006, el Presidente de Georgia Mijeíl Saakashvili se dirigió a la Asamblea General de las Naciones Unidas diciendo que uno de los muertos en los enfrentamiento "era un teniente coronel del ejército ruso, y murió durante la operación para el mantenimiento de la legalidad contra separatistas insurgentes... Uno tiene que preguntar, que hace un subcoronel del ejército ruso en los bosques georgianos, organizando y liderando grupos de insurgentes armados en una misión subversiva y violenta". Hizo un nuevo llamamiento a las Naciones Unidas para promover la implicación internacional en Abjasia y acusó a Rusia de "temerario y peligroso patron de conducta" en el conflicto en Georgia.

### Punto de vista abjasio
Las autoridades abjasias mantuvieron que el campamento de la guardia fronteriza abjasia, ubicado en el Distrito de Tkvarcheli, fue atacado por un grupo de saboteadores georgianos. Abjasia acusó a Georgia de intentar instigar un conflicto militar a gran escala con el objetivo de desestabilizar la región en los preparativos de los Juegos Olímpicos de 2014 en la cercana localidad de Sochi. Posteriormente, el gobierno de Abjasia acusó a las fuerzas georgianas de asesinar a dos oficiales después de una intensa tortura, y publicó fotos de cuerpos mutilados para avalar la afirmación.
Las autoridades abjasias advirtieron con anterioridad que se reservaban el derecho de tomar medidas para retomar el control del alto Valle Kodori.

### Punto de vista ruso
Sergei Chaban, el jefe de las fuerzas de paz de la CEI en Abjasia, estableció que de acuerdo con la investigación conjunta con la UNOMIG, el incidente ocurrió en territorio de Ajbasia, a 700 metros de la frontera, refutando la versión georgiana. Sin embargo, el representante de la UNOMIG afirmó que la investigación aun estaba en curso. El embajador ruso en las Naciones Unidas, Vitali Churkin, afirmó que los hombres muertos eran instructores del "centro de entrenamiento antiterrorista", y murieron de heridas de cuchillo y de disparos en la cabeza.

### Respuesta de Naciones Unidas
El Secretario General de Naciones Unidas expersó su preocupación por el incidente e hizo un llamamiento a ambas partes para hacer un ejercicio supremo de modreación y para prevenir posteriores agravamientos de la situación. En el comunicado de prensa de 24 de septiembre de 2007, la UNOMIG anunció que el Equipo Investigador de los Hechos condujo de forma independiente la averiguación de los hechos relativos al incidente, incluyendo la visita a los lugares que indican las partes, así como la entrevista a los testigos. Del 21 de septiembre a 8 de octubre, el equipo visitó el área de Bojundyara, entrevistó a testigos y participó en la autopsia de los dos hombres que murieron en el tiroteo. Se tomaron muestras de sangre de los hombres muertos en el incidente y en el área de Bojundyara. El gobierno alemán acordó realizar los análisis de las muestras de ADN. Una vez analizada la evidencia, el equipo concluyó que el incidente ocurrió en el lugar indicado por la parte abjasia, en el lado abjasio de la frontera administrativa, a unos 300 metros aproximadamente de la frontera. Además, los expertos forenses concluyeron que él es oficiales rusos murieron por disparos de armas automáticas disparadas a corta distancia y a quemarropa.